# Charles Napoléon
Charles, Prinț Napoléon (Charles Marie Jérôme Victor Napoléon; n. 19 octombrie 1950) este politician francez, și recunoscut de unii bonapartiști ca șef al Casei Imperiale a Franței și moștenitor de drept a împăratului Napoléon I, sub numele de Napoléon al VII-lea. Alți bonapartiști îl consideră pe fiul său, Jean Christophe, a fi actualul șef al casei și moștenitor.

## Biografie
Charles este fiul lui Louis, Prinț Napoléon (1914–1997), și deci stră-strănepot pe linie masculină a lui Jérôme Bonaparte, rege al Westphalia, fratele mai mic al lui Napoleon. Cum liniile masculine ale urmașilor legitimi atât ai lui Napoleon I cât și ai lui Napoleon al III-lea s-au stins, descendenții lui Jérôme reprezintă Casa Imperială Bonapartes.
Mama lui Charles este Alix de Foresta (n. 1926), fiica lui Albéric, conte de Foresta. În mod ironic, familia Foresta s-a remarcat în timpul restaurării franceze ca niște curteni loaiali Casei de Bourbon, și în mod particular lui Henri, conte de Chambord.
Charles s-a născut la Boulogne-Billancourt, Franța și are o soră geamănă, Prințesa Cathérine. A fost botezat de arhiepiscopul Angelo Roncalli (mai târziu Papa Ioan al XXIII-lea). Charles mai are doi frați mai mici, Prințesa Laure (n. 1952) și Prințul Jérôme (n. 1957). Surorile lui sunt căsătorite iar fratele său este celibatar.
Și-a luat doctoratul în Economie la Sorbona. A scris referate și cărți, inclusiv Histoire des Transports Urbains, Bonaparte et Paoli, Les Bonaparte, des esprits rebelles și Pour une nouvelle République. Are apariții publice frecvente în sprijinul credințelor și a candidaților politici.
Charles a lucrat ca bancher, planificator financiar, dezvoltator imobiliar și ca profesor invitat la Institutul American pentru politică externă.

### Căsătorie și copii
La 19 decembrie 1978, Charles s-a căsătorit cu verișoara sa îndepărtată, Prințesa Béatrice a celor Două Sicilii, fiica Prințului Ferdinand, Duce de Castro, pretendent la tronul celor Două Sicilii. Deși ambele familii sunt romano catolice, cuplul a refuzat o căsătorie religioasă și s-au căsătorit numai civil la Paris.
Charles și Béatrice au doi copii:
- Prințesa Caroline Marie-Constance Napoléon (n. 24 octombrie 1980) căsătorită la 19 septembrie 2009 în Italia cu Eric Alain Marie Quérénet-Onfroy de Bréville (n. 20 iunie 1971), fiul lui François Quérénet-Onfroy de Bréville și a soției acestuia, Christiane Vincent de Vaugelas[4]; împreună au doi copii
  - Elvire Quérénet-Onfroy de Breville (n. 2010)
  - Augustin Quérénet-Onfroy de Breville (n. 2013).[5]
- Jean-Christophe, Prinț Napoléon (n. 11 iulie 1986)

Charles și Béatrice au divorțat la 2 mai 1989.
La 28 septembrie 1996, Charles s-a recăsătorit cu Jeanne-Françoise Valliccioni (n. 26 martie 1958). Anterior ea a fost căsătorită cu Erik Langrais de care a divorțat în 1990. Când Charles și Jeanne-Françoise s-au căsătorit, ei aveau deja o fiică:
- Sophie Cathérine Napoléon Bonaparte (n. 18 aprilie 1992, Paris).[6]

În 1998 cuplul a adoptat o fată de origine vietnameză:
- Anh Napoléon Bonaparte (n. 22 aprilie 1998, Ho Și Min)

### Disputa dinastică
Deși oficial a fost recunoscut drept moștenitor al pretențiilor bonapartiștilor în timpul vieții tatălui său, când testamentul tatălui său a fost făcut public la 2 decembrie 1997 (la șapte luni după deces), el a declarat că Prințul Charles a fost eliminat din linia dinastică în favoarea singurului său fiu, Prințul Jean-Christophe Napoléon, pe atunci în vârstă de 11 ani.

### Cariera politică
În 2000, Charles a participat la alegerile ca primar al Ajaccio, capitala regiunii Corsica. Ulterior, el a servit ca membru al Consiliului orașului iar în 2004 a deținut postul de viceprimar al orașului.
La începutul anului 2008, Charles a anunțat planurile sale pentru alegerile din martie 2008 ca primar al orașului Nemours. A fost învins în alegeri de Valérie Lacroute.